# 木村久一
木村 久一（きむら きゅういち、1883年7月5日 - 1977年2月28日）は、日本の教育学者、百科事典編集者である。

## 紀要
山形県生まれ。
1913年、東京帝国大学文科大学哲学科を卒業し、麻布中学校、青山女学院、早稲田大学などの教壇に立った。
早教育の提唱者であり、『早教育と天才』(木村久一 1917)の著がある。
島中雄三を介して下中弥三郎を知り、1931年、請われて平凡社に入り、『世界大百科事典』の編集長に就いた。一説に、英単語の encyclopedia を「百科事典」と訳したのは木村である。同百科事典全28巻を完結させた。

## 経歴
- 1883年、山形県に生まれる。
- 1912年日本初の心理学の準学術誌である『心理研究』に「精神分析法の話」(木村久一 1912a)、「秘密観破法と抑圧観念探索法」(木村久一 1912b)を発表する[2][1]。
- 1913年、東京帝国大学・文科大学哲学科を卒業。麻布中学校で英語科の教師となる[1]。
- 青山女学院の教員となる。
- 1917年、早稲田大学の教師となる。『早教育と天才』(木村久一 1917)を著作する。
- 1931年、平凡社に入社し、『世界大百科事典』の編集長に就く。

## 著作
- 木村久一「精神分析法の話」『心理研究』第2巻第2号、1912a、52-57頁。
- 木村久一「秘密観破法と抑圧観念探索法」『心理研究』第2巻第3号、1912b、10-26頁。
- 木村久一『早教育と天才』心理学研究会出版部、1917年。 NCID BN02806101。全国書誌番号:43026697。
- 木村久一『女子參政權』社會教育協會〈社會教育文庫 2〉、1946年。 NCID BN07880269。